# Awake (album Josha Grobana)
Awake – album amerykańskiego piosenkarza i autora piosenek Josha Grobana. Jest trzecim krążkiem artysty, po jego multiplatynowym albumie Closer. Awake został wydany 7 listopada 2006 roku. Album ten został sprzedany w więcej niż 2,3 milionach kopii w Stanach Zjednoczonych.

## Informacje o albumie
Pierwszym singlem z płyty jest "You Are Loved (Don't Give Up)". Producentami albumu są Marius De Vries, Guy Sigsworth, Glen Ballard i David Foster (który pracował z Grobanem również przy poprzednich płytach). Tak jak w każdym albumie, tak i w Awake piosenki są śpiewane w językach angielskim, hiszpańskim i włoskim. Dzięki wielu instrumentom przewijającym się w tle muzyki, album ten oferuje więcej nowoczesności niż wcześniejsze, gdzie głównym instrumentem był tylko klasyczny fortepian. Na płycie Josh ukazuje również swoje głosowe możliwości, co słychać w większości piosenek. 

Chciałem wydostać się ze swojego kaftana bezpieczeństwa. Styl klasyczny jest niezmiernie przewidywalny, więc nadszedł czas na podjęcie ryzyka (awake (ang.) – przebudzony, przyp. aut.).

Awake dodatkowo przedstawia utwory, które zostały nagrane zaraz po wcześniejszej wizycie Josha w Południowej Afryce. "Lullaby" i "Weeping" (odpowiednio 11 i 12 piosenka na krążku) są śpiewane przez Grobana w połączeniu ze sławną południowoafrykańską grupą Ladysmith Black Mambazo, ze wsparciem Vusi Mahlaseli i Dave’a Matthewsa. "Weeping", piosenka skomponowana w Afryce, posiada orientalną tematykę związaną z historią Apartheid. "Lullaby" natomiast jest uzupełnieniem piosenki "Weeping". Te dwa utwory są uważane za jedne z najważniejszych szczytowych punktów na płycie. "Lullaby" gładko przechodzi w "Weeping", nie są one rozdzielone żadną przerwą, jako jedyne na płycie.

## Lista utworów
| Nr  | Tytuł utworu                                               | muzyka i tekst                                               | informacje                  | Długość |
| --- | ---------------------------------------------------------- | ------------------------------------------------------------ | --------------------------- | ------- |
| 1.  | „Mai”                                                      | Leo Z., Andrew Sandri, Marco Marinangeli                     |                             | 4:35    |
| 2.  | „You Are Loved (Don't Give Up)”                            | Thomas Salter                                                |                             | 4:49    |
| 3.  | „Un Día Llegará”                                           | Oksana Grigorieva, Claudia Brant                             |                             | 4:18    |
| 4.  | „February Song”                                            | Groban, Marius de Vries, John Ondrasik                       |                             | 5:12    |
| 5.  | „L’ultima Notte”                                           | Marco Marinangeli                                            |                             | 4:22    |
| 6.  | „So She Dances”                                            | Asher Lenz, Adam Crossley                                    |                             | 4:54    |
| 7.  | „In Her Eyes”                                              | Michael Hunter Ochs, Jeff Cohen, Andy Selby                  |                             | 4:54    |
| 8.  | „Solo Por Ti”                                              | Mark Hammond, Marinangeli                                    |                             | 3:59    |
| 9.  | „Now or Never”                                             | Groban, Imogen Heap                                          |                             | 3:38    |
| 10. | „Un Giorno Per Noi”                                        | Nino Rota, Lawrence Kusik, Edward A. Snyder, Alfredo Rapetti |                             | 5:11    |
| 11. | „Lullaby (feat. Ladysmith Black Mambazo)”                  | Groban, Dave Matthews, Jochem van der Saag                   |                             | 2:32    |
| 12. | „Weeping (feat. Ladysmith Black Mambazo i Vusi Mahlasela)” | Dan Heymann                                                  |                             | 4:45    |
| 13. | „Machine (feat. Herbie Hancock)”                           | Groban, Eric Mouquet, Dave Bassett                           |                             | 4:54    |
| 14. | „Verità”                                                   | Richard Page, Per Magnusson, David Kreuger                   | Special edition bonus track | 4:01    |
| 15. | „Awake”                                                    | Groban, Mouquet, Salter                                      | Special edition bonus track | 5:11    |
| 16. | „Smile”                                                    | Charlie Chaplin, Geoffrey Parsons, John Turner               | Website exclusive           | 3:43    |
|     |                                                            |                                                              |                             | 1:10:58 |

## Pozycje na listach
| Notowania                  | Pozycja |
| -------------------------- | ------- |
| Stany Zjednoczone          | 2       |
| Wielka Brytania            | 12      |
| Australia                  | 5       |
| Niemcy                     | 27      |
| Szwajcaria                 | 33      |
| Kanada                     | 1       |
| Holandia                   | 25      |
| Austria                    | 49      |
| Belgia (Region Waloński)   | 5       |
| Belgia (Region Flamandzki) | 69      |
| Nowa Zelandia              | 29      |
| Norwegia                   | 11      |
| Szwecja                    | 7       |
| Irlandia                   | 16      |
| Portugalia                 | 16      |
| Francja                    | 5       |

| Kraj            | Przyznający  | Certyfikat | Sprzedaż   |
| --------------- | ------------ | ---------- | ---------- |
| USA             | RIAA         | 2xPlatyna  | 2 000 000+ |
| Kanada          | Music Canada | 2xPlatyna  | 200 000+   |
| Wielka Brytania | BPI          | Złoto      | 100 000+   |
| Irlandia        | IRMA         | Złoto      | 7 500+     |
| Nowa Zelandia   | RIANZ        | Złoto      | 7 500+     |
| Australia       | ARIA         | Złoto      | 35 000+    |
| Francja         | SNEP         | Złoto      | 50 000+    |